# Bukraka
Bukraka (arab. بقراقة) – wieś w Syrii, w muhafazie Hama. W 2004 roku liczyła 798 mieszkańców.